# 張茂 (宣德進士)
張茂（1403年—？），字景芳，陝西西安府咸寧縣（今屬西安市）人，民籍。明朝政治人物。同進士出身。

## 生平
陝西鄉試第六十名舉人。宣德八年（1433年）癸丑科會試第四十二名，殿試登進士第三甲第四十六名。正統四年二月擢授大理寺右评事，进寺副，十年三月升直隶永平府知府，景泰四年六月升山西左布政使，九年任满，吏部以边藩难其人，请令再任三年。巡按山西御史韩祺以所狎昵门子张咨嘱托张茂补为承差，事发，天顺七年七月降为河南府知府。

## 家族
曾祖父張從禮。祖父張仲得。父張孝謙。母魏氏。具慶下。兄春。未娶。